# Javaanse callene
De Javaanse callene (Myiomela diana; synoniem: Cinclidium diana) is een zangvogel uit de familie Muscicapidae (vliegenvangers).

## Verspreiding en leefgebied
Deze soort is endemisch op Java. (Indonesië)